# Joseph Weizenbaum

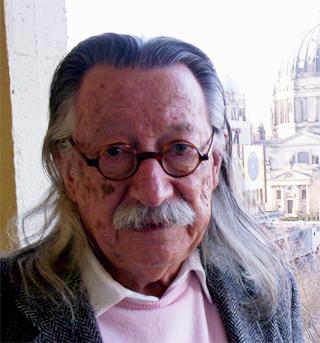
Joseph Weizenbaum, 2005 in Berlin

Joseph Weizenbaum (* 8. Januar 1923 in Berlin; † 5. März 2008 ebenda) war ein deutsch-US-amerikanischer Informatiker sowie Wissenschafts- und Gesellschaftskritiker. Von 1963 bis zur Emeritierung lehrte er als Professor am Massachusetts Institute of Technology. Weizenbaum bezeichnete sich selbst als Dissidenten und Ketzer der Informatik.

## Leben
Weizenbaum war der Sohn des Kürschnermeisters Jechiel Weizenbaum und dessen Frau Henriette. Einer seiner Brüder war der Informatiker Heinrich Weizenbaum (1921–2005), der sich anlässlich seiner Einbürgerung in den USA in Henry F. Sherwood umbenannte. Joseph Weizenbaum besuchte das Luisenstädtische Realgymnasium in Berlin, wurde aber Mitte der 1930er Jahre auf die jüdische Knabenschule verwiesen. Die jüdische Familie emigrierte 1936 von Bremen aus in die USA. Dort studierte Weizenbaum ab 1941 zunächst Mathematik an der Wayne State University in Detroit, Michigan. Das Studium unterbrach er 1942 aufgrund seines Dienstes in der meteorologischen Abteilung der United States Army Air Forces im Zweiten Weltkrieg.
1946 nahm er sein Studium wieder auf und schloss es 1950 mit dem Master ab. Danach wurde er an der Fakultät für Mathematik wissenschaftlicher Assistent beim Entwurf, Bau und Betrieb eines Großrechners. Von 1952 bis 1963 arbeitete Weizenbaum als Systemingenieur im Computer Development Laboratory der General Electric Corporation und war dort an der Konzeption des ersten Computer-Banksystems beteiligt. 1963 begann er seine Tätigkeit am Massachusetts Institute of Technology (MIT), zunächst als Associate Professor und ab 1970 als Professor für Computer Science. Er arbeitete in der zweiten Hälfte der 1960er-Jahre am Aufbau des Arpanet, einem Vorläufer des Internets.
1966 veröffentlichte Weizenbaum das Computerprogramm ELIZA, mit dem er die Verarbeitung natürlicher Sprache durch einen Computer demonstrieren wollte. Eliza wurde als Meilenstein der „künstlichen Intelligenz“ gefeiert, seine Variante Doctor simulierte das Gespräch mit einem Psychologen. Es schien den Turing-Test zu bestehen, da viele Benutzer nicht merkten, dass sie mit einer Maschine kommunizierten. Weizenbaum war entsetzt, wie ernst viele Menschen dieses relativ einfache Programm nahmen, indem sie im Dialog intimste Details von sich preisgaben. Dabei war das Programm nie darauf hin konzipiert, einen menschlichen Therapeuten zu ersetzen. Durch dieses Schlüsselerlebnis wurde Weizenbaum zum Kritiker der gedankenlosen Computergläubigkeit. Heute gilt Eliza als Prototyp für moderne Chatbots.
Seit dieser Zeit mahnte Weizenbaum den kritischen Umgang mit Computern und die Verantwortung des Wissenschaftlers für sein Tun an. Besonders betonte er, die eigentliche Entscheidungsgewalt müsse immer in menschlicher Hand bleiben, auch wenn künstliche intelligente Systeme als Hilfsmittel zur Informationsbeschaffung herangezogen werden. Weizenbaums 1972 formulierte Fragen bezüglich des gesellschaftlichen Nutzens von Anwendungen künstlicher Intelligenz werden als Weizenbaum-Test bezeichnet. Er war Mitbegründer der Computer Professionals for Social Responsibility in den USA, Mitgründer und später Beirat des Forum InformatikerInnen für Frieden und gesellschaftliche Verantwortung in Deutschland und Vorsitzender des Wissenschaftlichen Rates am Institute of Electronic Business in Berlin. So arbeitete er auch mit Informatikern der Universität Bremen zusammen und hielt dort Gastvorlesungen. Während seiner Zeit am MIT verweigerte Weizenbaum die Mitarbeit an der Entwicklung von Waffen und Waffensystemen für den Vietnamkrieg, engagierte sich als kritischer Aufklärer und beteiligte sich an Demonstrationen.
Ab 1996 lebte Weizenbaum wieder in Berlin-Mitte, in der Nähe einer seiner Töchter, unweit der ehemaligen elterlichen Wohnung. Mit seiner Ehefrau Ruth hatte er vier Töchter.

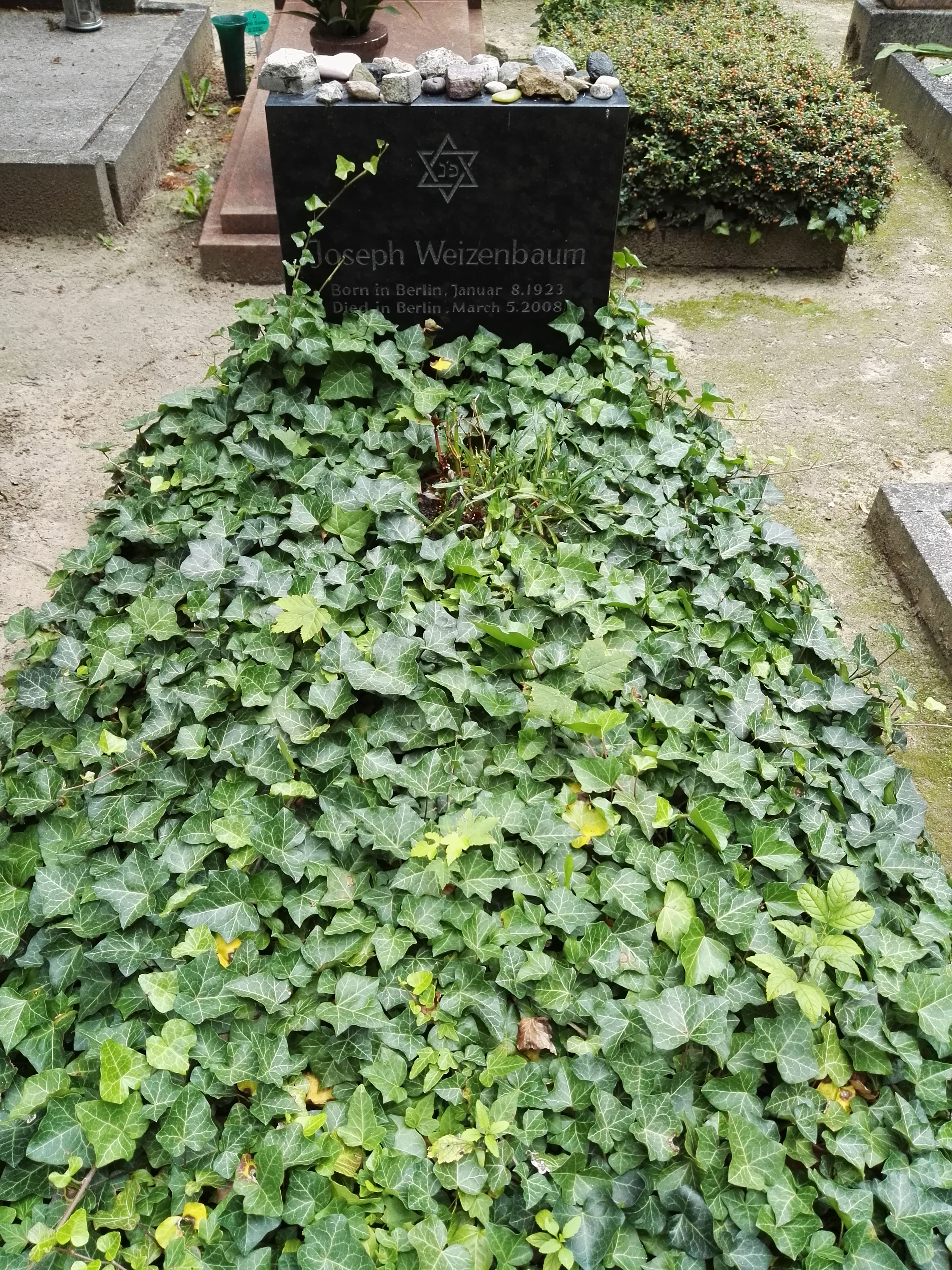
Grab von Joseph Weizenbaum auf dem Jüdischen Friedhof Berlin-Weißensee

Weizenbaum starb 2008 im Alter von 85 Jahren an den Folgen eines Schlaganfalls, nachdem er schon im Jahr 2007 an Krebs erkrankt war, der erfolglos chemotherapeutisch behandelt wurde. Er wurde auf dem Jüdischen Friedhof Berlin-Weißensee begraben.
Das Weizenbaum-Institut für die vernetzte Gesellschaft – Das Deutsche Internet-Institut wurde nach ihm benannt.

## Ehrungen
- 2001: Großes Bundesverdienstkreuz
- 2002: Gesellschaft für Informatik – Ehrenmitgliedschaft
- Ehrendoktor der Universität Hamburg, der Universität Bremen[10] sowie Doctor of Humane Literature vom Webster College (USA)
- Norbert Wiener Prize der Computer Professionals for Social Responsibility
- Preis „Lebensleistung“ vom Forum InformatikerInnen für Frieden und gesellschaftliche Verantwortung
- 2017: Namenspatenschaft für das Weizenbaum-Institut für die vernetzte Gesellschaft – Das Deutsche Internet-Institut[11]
- Das FIfF stiftet den Weizenbaum-Preis und den Weizenbaum-Studienpreis in Erinnerung an den Wissenschaftler und Informatik-Pionier.[12]
- 2018 nahm Thomas Kerstan das Buch Die Macht der Computer und die Ohnmacht der Vernunft (1976) in seinen Kanon für das 21. Jahrhundert auf, eine Auswahl von Werken, die seines Erachtens „jeder kennen sollte“.[13]

## Schriften

### Monografien
- 1976: Computer Power and Human Reason. From Judgment to Calculation. W. H. Freeman and Company. Deutsch 1977 als Die Macht der Computer und die Ohnmacht der Vernunft, Suhrkamp, Frankfurt am Main, ISBN 3-518-27874-6 (auch ISBN 3-518-57456-6 – gebundene Ausgabe)
- 1984: Der Kurs auf den Eisberg oder nur das Wunder wird uns retten, sagt der Computerexperte. Zürich: Pendo-Verlag, ISBN 3-85842-087-5
- 1987: Kurs auf den Eisberg. Die Verantwortung des Einzelnen in der Diktatur der Technik (Serie Piper; 3. Auflage, 19. Tsd.), ISBN 3-492-10541-6
- 1990: Weizenbaum contra Haefner: Sind Computer die besseren Menschen? ISBN 3-85842-252-5 (auch Piper, München, ISBN 3-492-11470-9)
- 1993: Wer erfindet die Computermythen? Der Fortschritt in den großen Irrtum. Herder, Freiburg, ISBN 3-451-04192-8
- 1998: Erkenntnis und Information (mit Johannes Hartkemeyer). Reihe Denkbücher, Bd. 1, LIT Verlag, Münster u. a., ISBN 3-8258-4075-1
- 2001: Computermacht und Gesellschaft. Suhrkamp, Frankfurt am Main, ISBN 3-518-29155-6
- 2002: Vom Handeln im Netz. Dimensionen der Globalisierung (mit Omar Akbar und Anne Helfensteller; 2. Auflage). form+zweck Verlag, ISBN 3-935053-01-0
- 2003: Krieg ist der Feind. Die Verantwortung des Wissenschaftlers. 2-CD-Set, 116 Minuten. supposé, Köln, ISBN 978-3-932513-40-4
- 2006: Wo sind sie, die Inseln der Vernunft im Cyberstrom? (mit Gunna Wendt). Herder, Freiburg, ISBN 3-451-28864-8
- 2015: Islands in the Cyberstream (with Gunna Wendt). Litwin Books, Sacramento, CA/USA, ISBN 978-1-63400-000-0

### Aufsätze (Auswahl)
- 1958, mit R. H. Hagopian, H. L. Herold, J. Levinthal: The GE-100 data processing system. In: AIEE-ACM-IRE Computer Conference (Eastern). Dezember 1958, S. 181–184, doi:10.1145/1458043.1458081 (englisch).
- 1962: Knotted list structures. In: Communications of the ACM. 5. Jahrgang, Nr. 3, 1962, S. 161–165, doi:10.1145/367593.367617 (englisch).
- 1963: Symmetric list processor. In: Communications of the ACM. 6. Jahrgang, Nr. 9, 1963, S. 524–536, doi:10.1145/367593.367617 (englisch).
- 1964, mit Lynn Yarbrough: SLIP. In: Communications of the ACM. 7. Jahrgang, Nr. 1, 1964, S. 2, doi:10.1145/363872.363877 (englisch).
- 1964: More on the Reference Counter Method of erasing list structures. In: Communications of the ACM. 7. Jahrgang, Nr. 1, 1964, S. 38, doi:10.1145/363872.363881 (englisch).
- 1964, mit D. G. Bobrow: List Processing and Extension of Language Facility by Embedding. In: IEEE Transactions on Electronic Computers. 13. Jahrgang, August 1964, S. 395–400, doi:10.1109/PGEC.1964.263820 (englisch).
- 1966: ELIZA – A Computer Program for the Study of Natural Language Communication between Man and Machine. In: Communications of the ACM. 9. Jahrgang, Nr. 1, 1966, S. 36–45, doi:10.1145/365153.365168 (englisch).
- 1966: On-line User Languages. In: Tidskrift for Informations Behandeling. 6. Jahrgang, 1966, S. – (englisch).
- 1967: Contextual understanding by computers. In: Communications of the ACM. 10. Jahrgang, Nr. 8, 1967, S. 474–480, doi:10.1145/363534.363545 (englisch).
- 1969: Recovery of reentrant list structures in SLIP. In: Communications of the ACM. 12. Jahrgang, Nr. 7, 1969, S. 370–372, doi:10.1145/363156.363159 (englisch).
- 1969, mit Slagle und Thompson: Eliza. In: Communications of the ACM. 9. Jahrgang, Nr. 1, Januar 1969, S. – (englisch).
- 1970, mit Fenichel und Yochelson: A Program to Teach Programming. In: Communications of the ACM. 13. Jahrgang, Nr. 3, 1970, S. 141–146, doi:10.1145/362052.362053 (englisch).
- 1976, mit Benjamin Kuipers, John McCarthy: Computer power and human reason. In: SIGART Newsletter. 58. Jahrgang, 1976, S. 4–13, doi:10.1145/1045264.1045265 (englisch).
- 1977: A Response to Donald Michie (Book Review). In: International Journal of Man-Machine Studies. 9. Jahrgang, Nr. 4, 1977, S. 503–505, doi:10.1016/S0020-7373(77)80016-3 (englisch).
- 1980: Die Rezeption des Buches „Die Macht der Computer und die Ohnmacht der Vernunft“. In: GI Jahrestagung, Informatik-Fachberichte. 33. Jahrgang, 1980, S. 65, doi:10.1007/978-3-642-67838-7_5 (englisch, uni-trier.de).
- 1986: Not Without Us. In: ACM SIGCAS Computers and Society. 16. Jahrgang, Nr. 2–3, 1986, S. 2–7, doi:10.1145/15483.15484 (englisch).
- 1993: Seven Year's Later: Computers in Schools, once again. In: Informatics and Changes in Learning, IFIP Transactions, North-Holland Publ. A-34. Jahrgang, 1993, S. 67–76 (englisch).
- 2008: Social and Political Impact of the Long-term History of Computing. In: IEEE Annals of the History of Computing. 30. Jahrgang, Nr. 3, 2008, S. 40–42, doi:10.1109/MAHC.2008.58 (englisch).